# Tropidurus teyumirim
Espèce
Tropidurus teyumirim est une espèce de sauriens de la famille des Tropiduridae.

## Répartition
Cette espèce est endémique du Paraguay. Elle se rencontre dans le département de Paraguarí.

## Description
Les mâles mesurent de 67,82 à 94,41 mm de longueur standard et les femelles de 61,41 à 80,79 mm.

## Publication originale
- Carvalho, 2016 : Three New Species of the Tropidurus spinulosus Group (Squamata: Tropiduridae) from Eastern Paraguay. American Museum Novitates, no 3853, p. 1-44 (texte intégral).